# The Questor Tapes
The Questor Tapes este un film SF dramatic de televiziune din 1974 regizat de Richard A. Colla după un scenariu de Gene Roddenberry și Gene L. Coon.  A fost nominalizat la Premiul Hugo pentru cea mai bună prezentare dramatică. Robert Foxworth interpretează rolul unui android care, având memoria incompletă, își caută creatorul și scopul său.

## Distribuție
- Robert Foxworth - Questor
- Mike Farrell - Jerry Robinson
- John Vernon - Geoffrey Darrow
- Lew Ayres - Dr. Emil Vaslovik, Ph.D.
- James Shigeta - Dr. Chen
- Robert Douglas - Dr. Michaels
- Dana Wynter - Lady Helena Trimble
- Ellen Weston - Allison Sample
- Majel Barrett - Dr. Bradley
- Walter Koenig - Administrative Assistant